# Cicloparque Mapocho 42K
El cicloparque Mapocho 42K es un proyecto del Legado Bicentenario que consiste en el acondicionamiento de la ribera sur del río Mapocho a lo largo de su paso por la ciudad de Santiago, Chile, como una gran ciclovía de uso público con áreas verdes.

## Historia
El proyecto nació al alero de una investigación aplicada en la Escuela de Arquitectura de la Universidad Católica en 2009, recogiendo los planteamientos del arquitecto Mario Pérez de Arce, Premio Nacional de Arquitectura, quien a lo largo de su vida dejó plasmada una visión del paisaje del río Mapocho como un sistema de parques integrados.
Fue propuesto que este recorrido fuese la columna vertebral ciclista de la capital y conecte los parques ya existentes —Club de Golf Mapocho, Mapocho Río, de la Familia, de Los Reyes, Forestal, Plaza Baquedano, Balmaceda, Uruguay, de las Esculturas, Titanium, Bicentenario, Monseñor Escrivá de Balaguer— o potenciales, en una continuidad paisajística que acompañe al torrente desde su entrada al valle, desde la plaza San Enrique en Lo Barnechea hasta Pudahuel. Colindará con el Paseo fluvial Río Mapocho.
Tendrá una extensión aproximada de 42 kilómetros sobre la cuenca del río con una ciclovía de tres metros de ancho con asfalto de tono rojizo, y a su alrededor, árboles, pasto, iluminación, asientos y miradores al río. Pasará por ocho comunas con distintas realidades sociales, en doble sentido de circulación oeste-este: Pudahuel, Cerro Navia, Quinta Normal, Santiago, Providencia, Las Condes, Vitacura y Lo Barnechea.
Las obras comenzaron en 2014 en Cerro Navia, al que se le fueron sumando otros tramos (Vitacura, entre Américo Vespucio y el puente Lo Saldes; Providencia, entre los puentes Pío Nono y del Arzobispo; Lo Barnechea, entre la plaza San Enrique y el puente La Dehesa) de la primera etapa. A mediados de 2016 se inauguró el tramo de la ciclovía de Parque Uruguay en Providencia.
En agosto de 2023 el proyecto ya contaba con 20 kilómetros habilitados entre las comunas de Quinta Normal, Santiago, Providencia, Las Condes y Vitacura. Ese mismo mes, Vitacura inició la construcción de 3,16 kilómetros del proyecto, específicamente entre los puentes Centenario y Lo Curro, la cual fue entregada el 14 de abril de 2025.
En abril de 2025 el proyecto suma 23,16 km.

## Parques y tramos
| Parque                               | Comuna                      | Longitud | Estado          |
| ------------------------------------ | --------------------------- | -------- | --------------- |
| Club de Golf Mapocho                 | Pudahuel                    | 10,0 km  |                 |
| Mapocho Vivo                         | Renca                       |          |                 |
| Parque Mapocho Río                   | Cerro Navia y Quinta Normal | 9,0 km   | Operativa       |
| Parque de la Familia                 | Quinta Normal               |          | Operativa       |
| Parque de Los Reyes                  | Santiago                    | 2,5 km   | Operativa       |
| Parque Forestal                      | Santiago                    |          | Operativa       |
| Plaza Baquedano                      | Providencia                 | 150 m    | est. 2025-2026  |
| Parque Balmaceda                     | Providencia                 |          | Operativa       |
| Parque Uruguay                       | Providencia                 |          | Operativa       |
| Museo Parque de las Esculturas       | Providencia                 |          | Operativa       |
| Parque Titanium                      | Las Condes                  | 0,7 km   | Operativa       |
| Parque Bicentenario                  | Vitacura                    | 2,3 km   | Operativa       |
| Parque Monseñor Escrivá de Balaguer  | Vitacura                    |          | Operativa       |
| Parque Río Mapocho                   | Vitacura                    |          | En construcción |
| Parque Costanera Escrivá de Balaguer | Lo Barnechea                |          |                 |